# Бурцев, Александр Афанасьевич
Алекса́ндр Афана́сьевич Бу́рцев (род. 13 февраля 1965) — советский и белорусский легкоатлет, специалист по бегу на длинные дистанции, кроссу и марафону. Выступал за сборные СССР, СНГ и Белоруссии в 1980-х и 1990-х годах, многократный призёр первенств всесоюзного и республиканского значения, участник ряда крупных международных стартов, действующий рекордсмен Белоруссии в беге на 15 км по шоссе.

## Биография
Александр Бурцев родился 13 февраля 1965 года. В разное время занимался лёгкой атлетикой в городе Кунгур Пермской области, в Киеве, в Бресте.
Впервые заявил о себе на международном уровне в сезоне 1983 года, когда вошёл в состав советской сборной и выступил на чемпионате мира по кроссу в Гейтсхеде, где в гонке юниоров занял 56-е место.
В 1984 году в юниорской категории показал 41-й результат на кроссовом чемпионате мира в Нью-Йорке.
В 1986 году в беге на 5000 метров выиграл бронзовую медаль на IX летней Спартакиаде народов СССР в Ташкенте.
В 1987 году в 5000-метровой дисциплине стал седьмым на Мемориале братьев Знаменских в Москве и шестым на чемпионате СССР в Брянске, во втором случае установил свой личный рекорд — 13:42.75.
В 1988 году был восьмым на Мемориале Знаменских в Ленинграде и шестым на чемпионате СССР в Киеве.
В 1989 году принимал участие в экидене в Нью-Йорке, в беге на 10 000 метров финишировал четвёртым на Мемориале Знаменских в Волгограде, выиграл серебряную медаль на чемпионате СССР в Горьком.
В 1990 году в дисциплине 10 000 метров с личным рекордом 28:29.97 стал четвёртым на Мемориале Знаменских в Москве, третьим на международном старте в Братиславе, вторым на чемпионате СССР в Киеве. Благодаря череде удачных выступлений удостоился права защищать честь страны на чемпионате Европы в Сплите — в программе бега на 10 000 метров показал результат 29:16.26, расположившись в итоговом протоколе соревнований на 21-й строке.
В 1991 году занял 73-е место на чемпионате мира по кроссу в Антверпене.
В 1992 году взял бронзу на чемпионате СНГ по кроссу в Кисловодске, в составе сборной СНГ показал 119-й результат на кроссовом чемпионате мира в Бостоне.
После распада Советского Союза в 1990-х годах успешно выступал на коммерческих шоссейных стартах в Европе, в том числе бегал марафоны и полумарафоны. В 1995 году на соревнованиях в Ла-Курнёв установил ныне действующий рекорд Белоруссии в беге на 15 км — 44:07.